# Lqliâa
Lqliâa (en àrab القليعة, al-Qlīʿa; en amazic ⴰⵍⵇⵍⵉⵄⴰ) és un municipi de la prefectura d'Inezgane-Aït Melloul, a la regió de Souss-Massa, al Marroc. Segons el cens de 2014 tenia una població total de 83.235 persones. Es troba a l'àrea suburbana d'Agadir